# Gary Valentine
Gary Knipfing (New York, New York, VS, 22 november 1961) is een Amerikaans acteur.
Valentine is vooral bekend geworden dankzij zijn rol als Danny Heffernan, de neef van Doug, in de comedyserie The King of Queens. In het echte leven zijn de twee broers van elkaar. Ook was hij samen met zijn broer te zien in de film I Now Pronounce You Chuck and Larry. 

## Filmografie
- The X Show Televisieserie - Presentator (Afl. onbekend, 2000-2001)
- Velocity Rules (2001) - Stunner
- Stuck on You (2003) - Wes
- Alive 'N' Kickin' (Televisiefilm, 2007) - Gary
- The King of Queens Televisieserie - Danny Heffernan (78 afl., 1999-2007)
- I Now Pronounce You Chuck and Larry (2007) - Karl Eisendorf
- Here comes the boom (2012)

- Library of Congress Control Number: no2010197856
- Virtual International Authority File: 160727221
- WorldCat: E39PBJB4dBKXg3fMdHRvrXqfbd